# Метеор (Алтайский край)
Метеор — упразднённый посёлок в Благовещенском районе Алтайского края. Располагался на территории современного Шимолинского сельсовета. Ликвидирован в 1971 году.

## География
Поселок располагался в 7 км к западу от села Шимолино. С одной стороны деревни протекала река Кулунда, с другой стороны были колки, в которых росло много ягод смородины, костяники, клубники. Весной в селе за рекой росла душистая черемуха. Земельный участок Метеора состоял из солонцеватых земель, пригодных для выпаса скота и сенокосов, и только в северной части участка была пахотная земля в незначительном количестве. Строительный лес находился за 100 км, поэтому строились, используя местные подручные материалы.

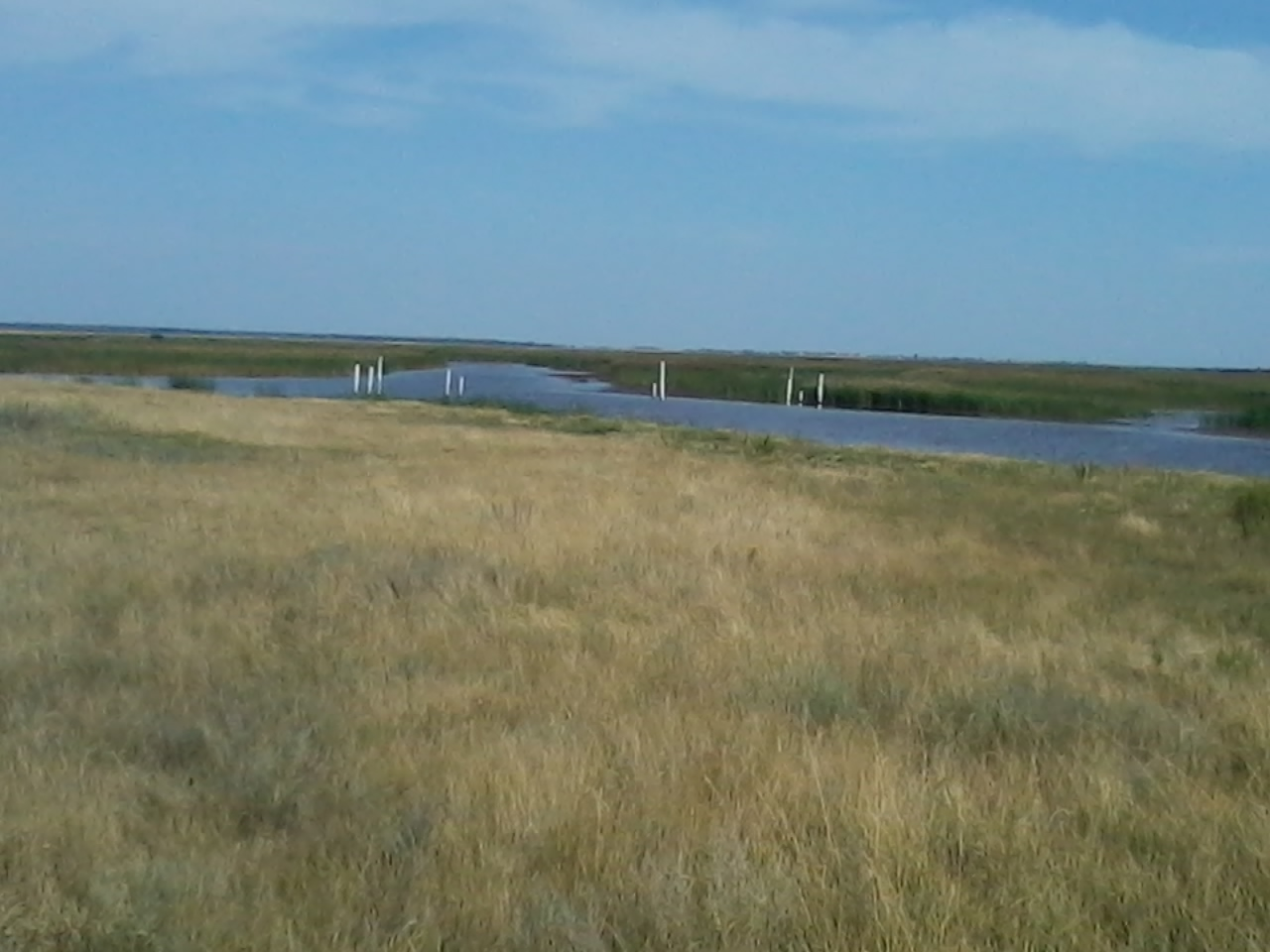
Останки моста п. Метеор

## История
Был основан в 1921 году. В 1928 г. посёлок состоял из 35 хозяйств. В административном отношении входил в состав Кисловского сельсовета Благовещенского района Славгородского округа Сибирского края.
В 1930-е годы организован колхоз «Метеор». Позже посёлок являлся отделением колхоза имени М. Горького.

## Население
В 1926 году в посёлке проживало 192 человека (94 мужчины и 98 женщин), основное население — русские.